# Natalia Simonenko
Natalia Simonenko (en russe : Наталья Симоненко) est une joueuse de volley-ball russe née le 31 mai 1988 à Jeleznogorsk. Elle mesure 1,86 m et joue au poste d'attaquante.

## Clubs
| Club                     | De        | À         |
| ------------------------ | --------- | --------- |
| Samorodok Khabarovsk     | 2004-2005 | 2011-2012 |
| JVK Ienisseï Krasnoïarsk | 2012-2013 | 2017-2018 |
| VK Primorotchka          | 2018-2019 | …         |

## Palmarès
- Coupe de Russie
  - Finaliste : 2017.